# Van, Turcia
Van este un oraș din Turcia, Provincia Van. Se află la o altitudine de 1.730 m deasupra nivelului mării. Are o suprafață de 1.938 km². Populația este de 1.127.612 locuitori, determinată în 2023.

## Vezi și
- Gurgen Mahari